# Helmut Michelis
Helmut Michelis (* 1954) ist ein deutscher Journalist mit Schwerpunkt Sicherheits- und Verteidigungspolitik.

## Leben
Michelis wurde im Jahr 1954 geboren. Er war zunächst für die Westdeutsche Zeitung und den Pfälzischen Merkur tätig. Danach wurde er Leiter der Mönchengladbacher Lokalredaktion der Rheinischen Post (RP) und Leitender Redakteur des Ressorts Mittlerer Niederrhein (sechs Redaktionen). Bis Ende Dezember 2015 war er sicherheitspolitischer Redakteur des Blattes in Düsseldorf und arbeitet seitdem freiberuflich. Er verfasst Artikel, Reportagen und Kommentare und berichtete u. a. von den Falklandinseln, den USA, Zypern, dem Nahen Osten, Afghanistan, dem Horn von Afrika und Ruanda.
Für den Bund Deutscher Fallschirmjäger verantwortete er von Januar 2017 bis Mitte des Jahres 2023 das zweimonatlich erscheinende Magazin „Der Deutsche Fallschirmjäger“ als Chefredakteur. Ehrenamtlich engagiert er sich darüber hinaus als Vorstandsmitglied der Hilfsorganisation „Lachen Helfen“ und als Ausbildungspate der Katholischen Arbeitnehmer-Bewegung Mittlerer Niederrhein. Diese Ehrenämter musste er im Jahr 2023 aufgrund seiner gesundheitlichen Situation schweren Herzens aufgeben, auch die Unterstützung des Bundeswehr-Sozialwerkes musste er dann einstellen.
Als Reserveoffizier war Michelis bis zum Erreichen der Altersgrenze für Reservisten (65 Jahre) im Juli 2019 im Presse- und Informationszentrum Personal der Bundeswehr in Köln eingeplant. Er wurde zuvor u. a. bei der Division Spezielle Operationen (DSO) in Regensburg und im Presse- und Informationszentrum des Heeresführungskommando (HFüKdo) in Koblenz / Kommando Heer (KdoHeer) in Strausberg verwendet. So begleitete er auch die Luftlandebrigade 26 mehrmals beim deutsch-französischen Ausbildungsprogramm „Colibri“. 1984 war er Begründer des Internationalen Mönchengladbacher Militärwettkampfes (IMM), den er als Mitglied der Kreisgruppe Krefeld/Mönchengladbach des Reservistenverbandes initiierte. Außerdem war er vierzehn Jahre lang Vorsitzender der Kreisgruppe Niederrhein des Reservistenverbandes. Michelis nahm ein halbes Jahr am Auslandseinsatz SFOR in Bosnien und Herzegowina teil. Im Januar 1997 begründete er in Sarajevo die Feldzeitung Der Keiler. Beteiligt war er im März 1997 an der Operation Libelle in Albanien. Im Jahr 2004 wurde er zum Oberst der Reserve befördert.

## Schriften (Auswahl)
- Adler und Schwert. Die Division Spezielle Operationen. Portrait eines Großverbandes des Deutschen Heeres. Merziger Druckerei & Verlag, Merzig 2008, ISBN 978-3-938415-33-7.
- 25 Jahre Lachen Helfen 1996–2021: Initiative deutscher Soldaten und Polizisten für Kinder in Kriegs- und Krisengebieten. Aldi-Verlag-Albert Dietl GmbH

## Ehrungen und Auszeichnungen
- 1986: Ehrenkreuz der Bundeswehr in Silber[6]
- 1996: Bundesverdienstkreuz am Bande[3]
- 1997: Einsatzmedaille der Bundeswehr
- 1997: NATO Medal for Service with NATO on Operations
- 1998: Fallschirmjäger-Ehrennadel[3]
- 2002: Feuerwehr-Ehrennadel in Gold des Stadtverbandes Mönchengladbach
- 2003: Goldene Ehrennadel der Stadt Mönchengladbach[7]
- 2006: Ehrenkreuz der Bundeswehr in Gold[6]
- 2008: Ehrennadel in Gold des Verbandes der Reservisten der Deutschen Bundeswehr
- 2014: Ehrenvorsitzender der Kreisgruppe Niederrhein des Reservistenverbandes[5]
- 2014: Ehrenzeichen des Technischen Hilfswerks in Bronze[6]
- 2016: Ehrentafel der Landesgruppe NRW im Reservistenverband Nr. 6
- 2019: Medaille des Bundesministeriums der Verteidigung[8]
- 2022: Einsatzmedaille der Bundeswehr für militärische Evakuierungsoperationen
- 2024: Die goldene Ehrennadel vom Bund der deutschen Fallschirmjäger